# August Strindbergs sakprosa och essäistik
August Strindbergs sakprosa och essäistik är de skrifter av August Strindberg som inte är utpräglat skönlitterära, och innefattar ett fåtal större verk och ett stort antal uppsatser, artiklar, essäer och brev. För hans skönlitterära verk, se prosa respektive dramatik.

## Journalistik
På 1870-talet, innan han slog igenom som författare med Röda rummet, arbetade Strindberg som journalist. Som Hans Sandberg påpekar i en kommentar till materialet är det svårt att identifiera vilka texter som är av Strindberg: "Det mesta av det han skrev för dagspress och tidskrifter lämnade han ifrån sig osignerat eller undertecknat med mer eller mindre genomskiliga signaturer. Att leta fram och identifiera detta textmaterial i sin helhet torde inte vara möjligt, huvudparten kommer troligen att förbli oupptäckt eller oidentifierad. Även om man räknar bort de texter som endast med tvekan kan attribueras till Strindberg kvarstår ett stort antal artiklar av starkt divergerande karaktär, som konst- och teaterrecensioner, historiska betraktelser eller politisk polemik, publicerade i bland andra Dagens nyheter och Göteborgs Handels- och Sjöfartstidning. 
Under 1880-talet intresserade sig Strindberg för böndernas situation, i Sverige men även utomlands. Detta ledde till att han reste till Frankrike, där han framför allt vistades i orten Gréz-sur-Loing i Seine-et-Marne. Efter att ha publicerats som artiklar i tidningar utkom 1889 reportageboken Bland franska bönder.
Inspirerad av Carl von Linnés reseskildringar företog Strindberg även en egen resa genom Sverige, som dock blev något av ett misslyckande. Denna kom att resultera i dels en föreläsning, som blev inställd, men gavs ut under namnet "Svensk natur", dels texten "Skånska landskap med utvikningar".

## Historiska studier
- Gamla Stockholm
- Svenska folket
- Svensk-romanska studier

## Essäer och debattartiklar
- Likt och olikt
- Tal till svenska nationen
- Folkstaten
- Religiös renässans
- Tsarens kurir eller sågfilarens hemligheter

## Naturvetenskapliga skrifter
Strindberg avfärdade det nyligen upptäckta periodiska systemet och idén om grundämnen och försökte bevisa att de olika grundämnena gick att "transmutera" till varandra. Hans kemiska spekulationer avfärdades kategoriskt av en enig kemistkår, bland annat The Svedberg: "Vad som är riktigt däri, är icke nytt, och vad som är nytt är icke riktigt".
Ur Antibarbarus 1894 (på svenska 1906):
Jag har ofvan uttalat den meningen att Bly, Silfver och Qvicksilfver äro så nära förvandta att jag menat det smältande Bly vore Qvicksilfver och att Silfret bildades ur Bly genom upprepad förtunning under smältningsprocessen.
Härför tala: att Cinnober väger lika med Silfveroxid eller 232, hvilket tyckes angifva att Svaflets Syre förtunnat Qvicksilfret till den punkt att det eqvivalerat Silfrets oxid. Kontrolleras ej detta af Silfversuperoxiden som väger lika med Svafvelsilfret eller precis 247,30 båda, hvaraf framgår att svafvelföreningarna äro superoxider, och att Svafvelsyrade salterna är där tillstädes latent liksom Salpetern i Salpetersyran.
- Sylva Sylvarum
- Jardin des Plantes

## Språkvetenskapliga skrifter
En blå bok

## Brev
Strindbergs brev började utges 1948; det tjugonde och sista bandet utkom 1996. Brevsviten till tredje hustrun Harriet Bosse hade utgetts av henne redan 1932.